# Лазистанское ханство

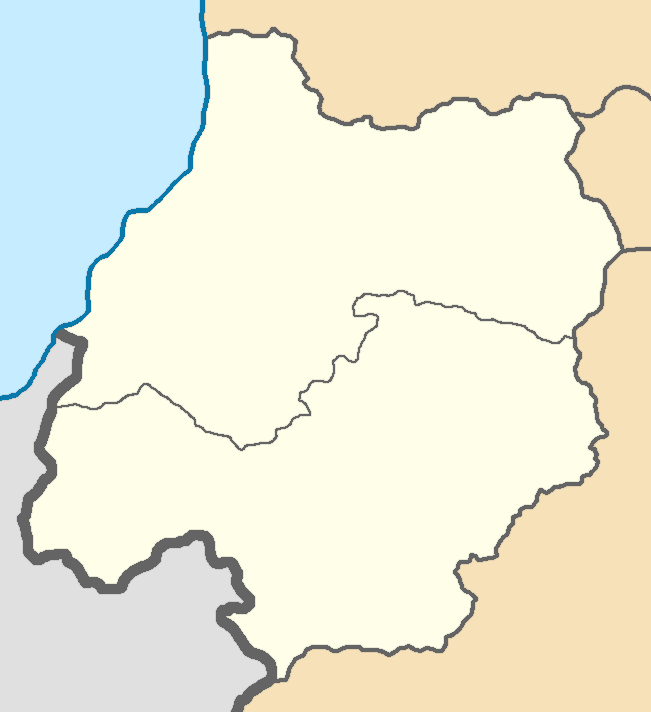
Границы Батумской области — бывшая часть Лазистанского санджака, земли, на которых предполагалось создать «Лазистанское ханство».

Лазистанское ханство (англ. Lazistan khanate) — проект автономного или независимого политического образования на территории исторической Лазистана, предложенный в 1878 году во время Берлинского конгресса британской дипломатией как компромисс в вопросе о статусе порта Батум и прилегающих регионов, отошедших к Российской империи после Русско-турецкой войны 1877–1878 годов. Инициатива предусматривала создание буферного мусульманского ханства под условным международным контролем, чтобы ограничить российское влияние на юго-восточном побережье Чёрного моря.
Предложение о создании ханства основывалось на принципе признания этнической и религиозной самобытности лазского мусульманского населения и стал одним из ранних примеров использования «национального принципа» в международной дипломатии. Несмотря на кратковременное обсуждение на дипломатическом уровне, предложение не было реализовано и вскоре снято с повестки переговоров.

## История
После Русско-турецкой войны 1877–1878 годов и подписания Сан-Стефанского мирного договора, предусматривавшего передачу Батума и части Лазистана Российской империи, вопрос о статусе региона стал предметом ожесточённых дипломатических споров. На Берлинском конгрессе (июнь–июль 1878 года), где пересматривались условия мира, Великобритания предприняла попытку ограничить российское влияние на Черноморском побережье.

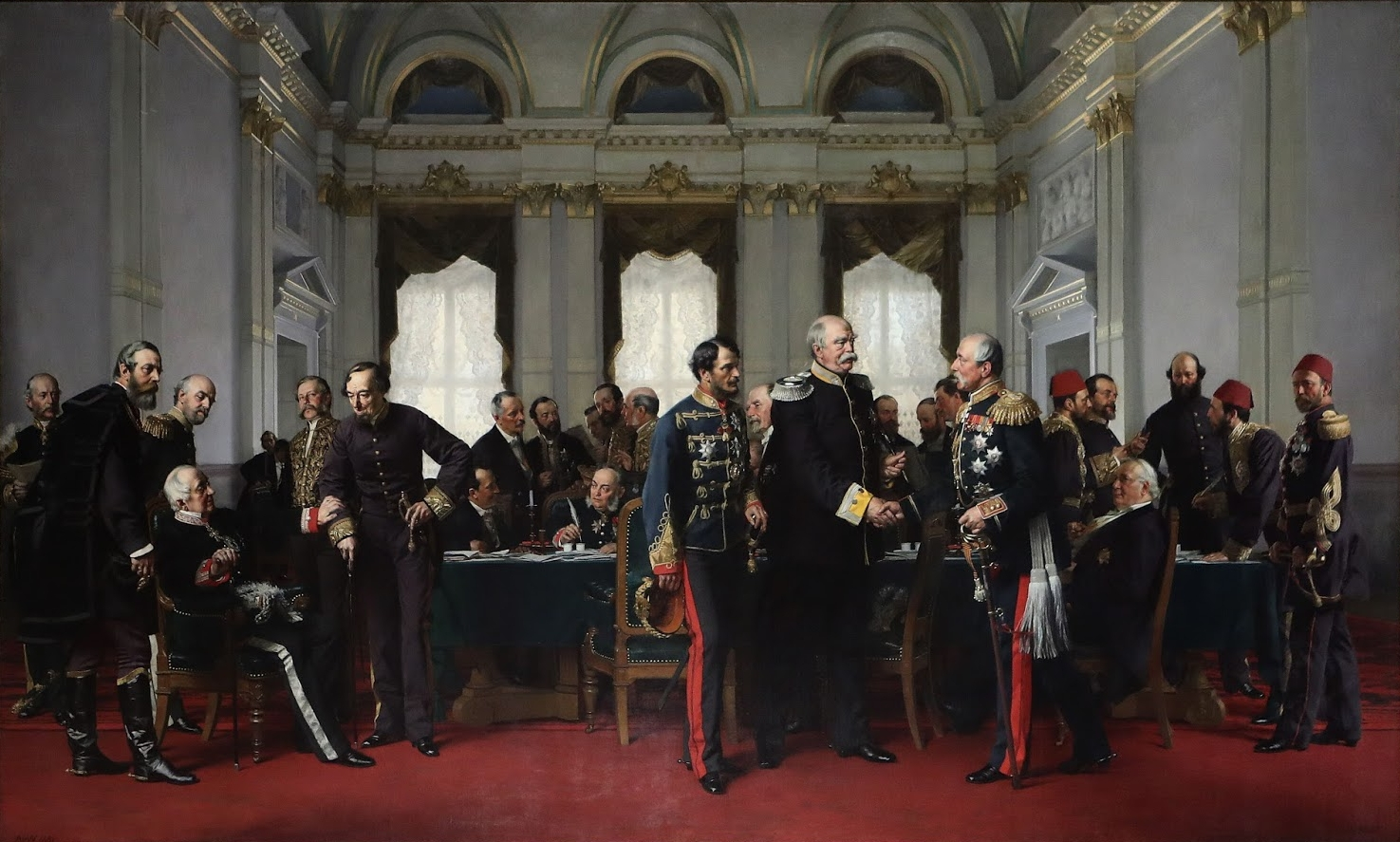
Картина Антона фон Вернера «Берлинский конгресс» (1881) изображает финальное заседание в Рейхсканцелярии 13 июля 1878 года. В центре композиции изображён Отто фон Бисмарк, представляющий Германию, между Дьюлой Андраши (Австро-Венгрия) и Пётр Шуваловым (Россия). Слева находятся Алаюш Каройи (Австро-Венгрия), сидящий Александр Горчаков (Россия) и Бенджамин Дизраэли (Великобритания). Крайняя правая часть полотна отведена делегации Османской империи: слева направо изображены Саадуллах-паша, Каратеодори-паша и Мехмед Али-паша.

#### Инициатива Великобритании
Британский министр иностранных дел маркиз Солсбери выступил с предложением создать независимое Лазистанское ханство как компромисс в споре о Батум. Согласно плану, представленному 27 июня 1878 года российскому посланнику графу Шувалову:
- Батум провозглашался свободным (нейтральным) портом, открытым для международной торговли, без укреплений и военно-морских баз;
- Регион должен был управляться местным мусульманским ханом, что обеспечивало бы автономию и учитывало интересы местного (преимущественно мусульманского) населения;
- Россия получала бы право проводить войска и строить дорогу через территорию ханства без постоянного военного присутствия;
- Великобритания, в свою очередь, брала на себя содействие эвакуации османских войск из Батум и Варны.

Таким образом, британская сторона стремилась создать буферное государство, которое сдерживало бы экспансию России.

#### Реакция России
Россия не поддержала инициативу. Граф Шувалов, сославшись на необходимость консультаций с Петербургом, уже 28 июня сообщил, что шансы на одобрение идеи ханства минимальны. Он также сообщил о якобы достигнутом соглашении между канцлером Горчаковым и премьер-министром Великобритании Бенджамином Дизраэли о статусе Батуми как свободного порта, что подорвало позиции Солсбери в дальнейших переговорах.
В конечном счёте, вопрос о создании Лазистанского ханства был снят с повестки дня, а Батуми отошёл России со статусом свободного порта. После окончательной передачи Батума России административный центр оставшейся османской части Лазистана был перенесён в город Ризе, ставший новой столицей турецкого Лазистана.

#### Инициативы лазских беев
В 1878 году группа лазских беев выступила с инициативой обращения к британским властям с просьбой о провозглашении британского протектората над Лазистаном. В обмен на это они обещали направить в помощь Великобритании контингент в 4 000 воинов для участия в англо-афганской войне. Были направлены петиции королеве Виктории, лорду Солсбери и лорду-мэру Лондона. Однако эти обращения не получили отклика.

## Последствия Берлинского трактата
После подписания Берлинского трактата 1878 года, Османская империя передала России территории, включая Батум, Карс и Ардахан. Это вызвало массовый отток мусульманского населения, в первую очередь лазов, которые опасались репрессий и потери своих прав под российским управлением.
Уже в сентябре 1878 года британский консул Билиотти сообщал о прибытии 2000 лазов в Трабзон и ожидании ещё 1000. К 1882 году, по разным оценкам, в Османскую империю переселилось до 40 000 лазов. Лазы в основном переселялись морем через Чёрное море в Трабзон, а затем в Османские провинции — особенно в Бурсу, Измит, Самсун и другие города Анатолии.